# Georg von Carlowitz
Georg von Carlowitz (* um 1471; † 2. Mai 1550) war ein politischer Berater.

## Leben
Sein Vater war Blasius von Carlowitz. Christoph von Carlowitz war sein Neffe.
Carlowitz war der vertrauteste Rat von Herzog Georgs des Bärtigen von Sachsen. Er blieb auch unter Herzog Moritz einer der einflussreichsten Räte.
Auf Georg von Carlowitz Anregung aus dem Jahr 1537 erließ Herzog Moritz von Sachsen am 21. Mai 1543 die „Neue Landesordnung“, mit der im Abschnitt Von dreyen neuen Schulen die dauerhafte Grundlage für die Fürsten- und Landesschulen Schulpforta (1543) bei Naumburg, St. Afra (1543) in Meißen und St. Augustin (1550) in Grimma geschaffen wurde.
Carlowitz heiratete Anna Pflugk, eine Tochter des Rates Cäsar Pflugk (1458–1524).